# Garveia franciscana
Garveia franciscana är en nässeldjursart som först beskrevs av Torrey 1902.  Garveia franciscana ingår i släktet Garveia och familjen Bougainvilliidae. Arten är reproducerande i Sverige. Inga underarter finns listade i Catalogue of Life.